# Шиперке
Шиперке (на нидерландски: Schipperke) е порода кучета, произхождаща от Белгия. Принадлежи към групата на шпицовете и към овчарските кучета. Има неголям размер, но здраво телосложение. Характерна негова особеност е, че няма опашка.
Главата му има формата на клин, с добре развит череп и много къса муцуна. Тялото е добре балансирано, късо, много широко и набито. Има характерна козина: гъста и твърда, образуваща вратник, грива, жабо̀ и гащи, което му придава уникално изражение.

## История
Според официалната теория името на породата идва от нидерландската дума „Shapocke“ или „Scheperke“, която на местния фламандски диалект се видоизменя като „Schipperke“. Тя означава „овчарче“. Общият предшественик на белгийската овчарка и шиперке вероятно била древна, черна на цвят порода, наречена льовенар (на нидерландски: Leuvenaar). Историята на шиперке започва от 17 век. През 1690-те той бил домашен любимец на работниците от брюкселския квартал Сен Жери. Опашката изцяло се отрязвала, която се смята, че било прието още за предците му в 15 век. Породата се използвала основно за лов на мишеподобни гризачи.
В днешния им вид шиперкетата се появили чак през 1882 в град Спа, Белгия. Породата се популяризирала благодарение на белгийската кралица Мария Хенриета. Първите екземпляри в САЩ и Великобритания се появили през 1887. През следващата година е създаден първият клуб за шиперкета и е утвърден първият им породен стандарт. По това време в различните белгийски градове – Брюксел, Льовен, Антверпен имало различни разновидности на породата и затова било много трудно да се напише този стандарт.
Разпространено е и мнението, че думата „schipperke“ означава „малък капитан“ на фламандски диалект, тъй като тази порода е охранявала търговските плавателни съдове и баржите. Сигурно то възникнало в англоезичните страни, след като баржите от флотите им са били охранявани от белгийските породи шиперке или вълчи шпиц, още наричан холандско баржово куче.

## Външен вид
Главата има клиновидна форма, не много дълга и достатъчно широка, балансирана с тялото. Муцуната е сравнително къса и дължината ѝ е около 40% от цялата дължина на главата. Носът е малък и черен. Очите са тъмнокафяви, с формата на мида, малки, с остър и жив поглед. Ушите са изправени, триъгълни (с форма, близка до равностранен триъгълник), високо поставени, но не близо едно до друго, подвижни. Шията е средно дълга, силна и с по-обилна козина. Тялото е късо, набито и широко, но не обемисто, с квадратна структура. Гърбът е къс и силен. Опашка не съществува, но се смята, че е била купирана в началото, а предците на шиперке са имали дълги опашки. Крайниците са къси, успоредни и силни, а по бедрата има по-дълга козина, наречена „гащи“. Лапите са малки, кръгли (като котешките) и с черни възглавнички. Козината е обилна, гъста и груба, с мек подкосъм. По-къса е на ушите и главата, а по тялото е средно дълга. Тя е по-дълга и гъста по шията. Започвайки от ушите, козината образува вратник (дълга козина около шията), грива (дълга козина, спускаща се от шията към холката) и жабо̀ (дълга козина, спускаща се от шията към лапите) и гащи (дълга козина по бедрата). Тези особености са характерни повече за мъжките, отколкото за женските екземпляри.

## Темперамент
Шиперке е чувствително малко куче, много енергично и странящо от чужди хора. То е много активно и любознателно и много се интересува от заобикалящата го среда. Приближава се повече към обекти, които са безопасни за него. Обича много децата и се интересува от предметите в къщата. Много обича да се движи. Лае добре и това го прави добър охранител. Много обича да лови гризачи, като например плъхове и къртици.

### Клубове за породата
- Американски Архив на оригинала от 2010-02-03 в Wayback Machine.
- Белгийски[неработеща препратка]
- Британски
- Норвежки

### Информация
- Здраве и стандарт на шиперке
- Информация и грижи[неработеща препратка]
- Информация и галерия
- Информация
- Грижа и информация[неработеща препратка]
- Официален уебсайт на бородата[неработеща препратка]

|  | Тази страница частично или изцяло представлява превод на страницата „Шипперке“ в Уикипедия на руски. Оригиналният текст, както и този превод, са защитени от Лиценза „Криейтив Комънс – Признание – Споделяне на споделеното“, а за съдържание, създадено преди юни 2009 година – от Лиценза за свободна документация на ГНУ. Прегледайте историята на редакциите на оригиналната страница, както и на преводната страница, за да видите списъка на съавторите. ВАЖНО: Този шаблон се отнася единствено до авторските права върху съдържанието на статията. Добавянето му не отменя изискването да се посочват конкретни източници на твърденията, които да бъдат благонадеждни. |